# طريقة العوامل
طريقة العوامل أو أسلوب العوامل (بالإنجليزية: Method of factors)‏ هي تقنية في العلاج السلوكي المعرفي لتنظيم دورة العلاج بالتعرض، وبدلا من توليد قائمة من الأشياء أو الحالات في وقت مبكر (في شكل تسلسل هرمي ثابت) لتمثيل مستويات متصاعدة من الإثارة والخوف الشديد المتعلق برهاب معين، فإن طريقة العوامل تنطوي على تحديد الحوافز المثيرة للخوف، ثم تحديد خصائص تلك الحوافز التي تحكم في شدة الخوف.

## اقرأ أيضا
Brady A, Raines D (2010) Dynamic hierarchies: a control system paradigm for exposure therapy. The Cognitive Behaviour Therapist, 2, 51-62  دُوِي:10.1017/S1754470X0800010X